# Cathleen Vanderbilt
Cathleen Vanderbilt Arostegui (Manhattan, 23 de enero de 1904 - La Habana, 25 de enero de 1944) fue una heredera estadounidense y miembro de la familia Vanderbilt.

## Biografía
Cathleen nació el 23 de enero de 1904 en Manhattan, Nueva York. Era la única hija de Reginald Claypoole Vanderbilt (1880-1925) y su primera esposa, Cathleen (de soltera Neilson; 1885-1927). Su padre tenía una casa de campo conocida como Sandy Point Farm en Portsmouth, Rhode Island. Antes de que sus padres se divorciaran en 1920, se separaron y ella siguió viviendo con su madre. Tras el divorcio, su madre se volvió a casar con Sidney Jones Colford Jr. en 1921, y su padre se casó con Gloria Morgan, con quien tuvo una hija más, Gloria Vanderbilt.
Sus abuelos maternos fueron Frederick Neilson e Isabelle Gebhard Neilson y sus abuelos paternos fueron Cornelius Vanderbilt II y Alice Claypoole Vanderbilt. Entre su numerosa familia se encontraba su tío Cornelius Vanderbilt III, su tía Gertrude Vanderbilt Whitney, que se casó con Harry Payne Whitney y fundó el Museo Whitney, su tío Alfred Gwynne Vanderbilt, que murió en el RMS Lusitania, y tía Gladys Vanderbilt Széchenyi, que se casó con el conde László Széchenyi.
Tras la muerte de su padre en septiembre de 1925, Cathleen y su media hermana Gloria heredaron la mayor parte del patrimonio de su padre, incluido un fideicomiso de 5.000.000 de dólares establecido por el padre de Reginald, Cornelius II, en 1899.

## Vida personal
En 1923, Cathleen se casó con Henry "Harry" Cooke Cushing III (1895-1960) en los jardines italianos del Hotel Ambassador. Harry era hijo de Harry Cooke Cushing Jr. y Adelaide Blanche Cohnfeld, y sobrino del ilustrador Otho Cushing. Antes de divorciarse en 1932, vivían en el número 26 de East 96th Street y eran padres de Henry Cooke Cushing IV (1924-2000), un jugador de polo e inversor que estaba casado con Georgia Walters "Georgette Windsor" (nacida en 1924), Ruth Swift Dunbar (1932-2010), Rosalba Neri (nacida en 1939) y Laura Álvarez.
En agosto de 1932, diez días después de divorciarse de Cushing, se casó con el ejecutivo de radio, de la CBS, Lawrence Wise Lowman (1900-1980) en el juzgado de Hempstead, Long Island. Tras su matrimonio, Lowman, hijo de David y Amalia Lowman, se instaló en la ciudad de Nueva York. Cathleen obtuvo el divorcio de Lowman el 7 de junio de 1940 en los tribunales cubanos. 
El 9 de octubre de 1940 se casó por tercera y última vez con Antonio Martín Aróstegui (1911-1986), editor de PM, el único periódico vespertino en inglés en La Habana, Cuba. Era hijo de Marquesa de Justiz de Santa Ana y Arturo Aróstegui.
Después de dos meses de enfermedad, Cathleen falleció en el Hospital Angloamericano del distrito del El Vedado de La Habana el 25 de enero de 1944, dos días después de cumplir 40 años. Fue enterrada en el panteón de la familia Aurelia Castillo en el Cementerio de Colón, La Habana.